# Andsko-ekvatorijalni Indijanci
Andean Equatorial (Andsko-ekvatorijalna Velika porodica).-  Naziv za nekoliko Velikih porodica južnoameričkih indijanskih jezika koji se govore u ekvatorijalnom i andskom području Južne Amerike. 
Ova grupa jezika (phylum) grana se u dvije velike grane, to su Andean (andska) i Equatorial (ekvatorijalna), koje obuhvaćaju oko 250 jezika. Ekvatorijalna grana obuhvaća porodice Arawakan, Chapacuran, Arauan, i moguće, jezike Indijanaca Chango, Uru, Chipaya, Apolista ili Lapachu i Amuesha. Druga velika skupinna su Tupian jezici, kojima se pridružuje i jezik Arikém Indijanaca. Ostali članovi ekvatorijalne zajednice su manje porodice: Timotean; Caririan; Zamucoan; Kamsá; Salivan; Guahiban s Pamigua Indijancima; Otomacan, uključujući i ogranak Taparita; Indijance Tuyuneri; Yuracaré; Trumaian; i Cayuvava. Andski ogranak obuhvaća porodice Indijanaca Aymaran i Quechuan zajednički nazivana Quechumaran; Porodice Araucanian; Chon; Alacalufan; Puelche; Yahgan; Zaparoan; Sabelan; Omurano; Catuquinean; Catacaoan; Colan; Leco, Sec; Cholonan. Po McQuownu i Greenbergu (1955 i 1956) Andean-Equatorial jezicima pripadaju i porodice Indijanaca Jivaroan i manje plemenske skupine Cofán, Esmeralda i Yaruro.

## Vanjske poveznice
- Andean-Equatorial